# Kazimierz Gierżod

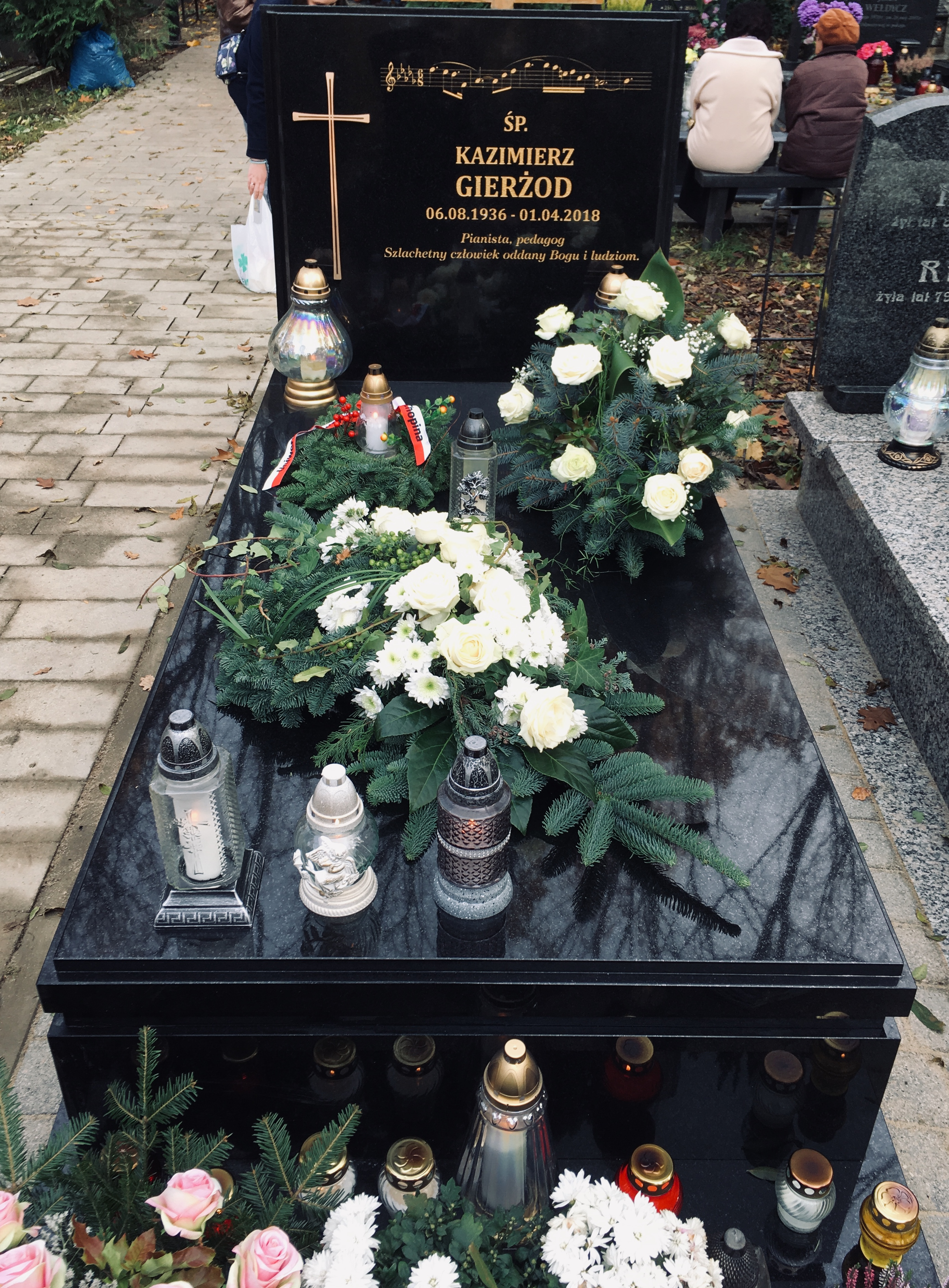
Grób na cmentarzu komunalnym w Podkowie Leśnej

Kazimierz Gierżod (ur. 6 sierpnia 1936 w Warszawie, zm. 1 kwietnia 2018 w Grodzisku Mazowieckim) – polski pianista i pedagog muzyczny, w latach 1987–1993 rektor Akademii Muzycznej im. Fryderyka Chopina w Warszawie, profesor Uniwersytetu Muzycznego Fryderyka Chopina.

## Wykształcenie i działalność naukowo-dydaktyczna
Kształcił się w Akademii Muzycznej im. Fryderyka Chopina w Warszawie u prof. Margerity Trombini-Kazuro. Studia ukończył z odznaczeniem w roku 1962. Wykształcenie uzupełniał w Akademii Chigiana w Sienie u prof. Guido Agosti.
W latach 1975–1987 był dziekanem Wydziału Fortepianu, Klawesynu i Organów, a przez dwie kadencje w latach 1987–1993 rektorem macierzystej uczelni.
W roku 1988 został powołany na stanowisko profesora gościnnego Uniwersytetu Soai w Osace.
Prowadził klasy mistrzowskie w Polsce i za granicą, a od roku 1976 kursy interpretacji Chopina dla pianistów japońskich.
Pochowany na Cmentarzu Komunalnym w Podkowie Leśnej przy ul. Ogrodowej.

## Działalność koncertowa i jurorska
Na Festiwalu Młodych Muzyków w Gdańsku w roku 1964 otrzymał I nagrodę. Występował w wielu krajach Europy, Stanach Zjednoczonych Ameryki Północnej, w Ameryce Południowej, w Kanadzie, w Australii, Japonii, Chinach, Kuwejcie i na Cyprze.
W 2000 był członkiem jury XIV Międzynarodowego Konkursu Pianistycznego im. Fryderyka Chopina.
Dokonał wielu nagrań fonograficznych.

## Działalność społeczna
W roku 2002 został prezesem Towarzystwa im. Fryderyka Chopina.

## Odznaczenia i wyróżnienia
Odznaczony m.in. Krzyżem Oficerskim Orderu Odrodzenia Polski (2002). W 2005 otrzymał Srebrny Medal „Zasłużony Kulturze Gloria Artis”. Został także wyróżniony tytułem Honorowego Obywatela Miasta Podkowa Leśna (2008).